# Grazia D'Angelo
Grazia D'Angelo (Messina, 19 luglio 1975) è una politica italiana, eletta al Senato della Repubblica nella XVIII legislatura con il Movimento 5 Stelle.
È membro della Commissione Giustizia e Vicepresidente della Giunta per le elezioni e le immunità parlamentari.

## Biografia
È diplomata al liceo classico e nel 2000 si è laureata in Giurisprudenza presso l'Università degli Studi di Messina.
Dal 2004 è iscritta all'ordine degli avvocati del foro di Messina e ha esercitato l'attività forense in ambito civilistico e penalistico.
È sposata e ha tre figli.

## Attività politica
Inizia la propria attività politica nel meetup del Movimento 5 Stelle "Grilli dello Stretto" di Messina.
Alle elezioni politiche del 2018 è candidata al Senato della Repubblica nel collegio uninominale Sicilia - 06 (Messina) per il Movimento 5 Stelle, venendo eletta con il 43,50% davanti a Urania Papatheu del centrodestra (32,21%) e a Fabio D'Amore del centrosinistra (18,10%). Durante la XVIII Legislatura ha fatto parte della Commissione Giustizia e della Commissione parlamentare per l'infanzia e l'adolescenza, della quale è stata segretario.
Alle elezioni politiche del 2022 è candidata alla Camera dei Deputati nel collegio uninominale Sicilia 2 - 06 (Messina) per il Movimento 5 Stelle, ottenendo il 16,60% e venendo sopravanzata da Francesco Gallo di Sud chiama Nord (32,25%) e da Matilde Siracusano del centrodestra (29,07%), e in terza posizione nel collegio plurinominale Sicilia 2 - 01, non conseguendo la rielezione.